# Suzy Mariën
Suzy Mariën is een personage in de VTM-televisieserie Familie. Het personage werd gespeeld door Nele Snoeck.

## Overzicht
Na de geboorte van Louise, Cédric en Dieuwke gaan de Van den Bossches op zoek naar een nanny. Die vinden ze in de persoon van Suzy Mariën.
Hoewel Suzy de perfecte nanny is, gaat het haar privé helemaal niet voor de wind. Ze woont al jaren in een krotwoning en lijdt aan waanvoorstellingen. Zo beeldt ze zich bijvoorbeeld in dat ze een kind heeft, terwijl ze in werkelijkheid voor een plastic pop zorgt. Veronique Van den Bossche reageert gechoqueerd en wil niets meer met haar te maken hebben. Uiteindelijk wordt Suzy - onder dwang van de andere huisgenoten - weer aangenomen. Ze mag zelfs bij hen komen inwonen en voltijds als huishoudster werken. Ze wordt mentaal weer volledig de oude en wordt helemaal opgenomen binnen de familie.
Na verloop van tijd begint Suzy een lesbische relatie met Elke Baertsoen. De twee zijn dolgelukkig en besluiten aan kinderen beginnen. Suzy's zwangerschap draait uit op een miskraam en de relatie met Elke loopt stuk.
Suzy zit in zak en as, maar heeft al snel andere zorgen aan haar hoofd. Pim, de zoon van haar zus Kaat, komt verschillende malen bij haar logeren. Zijn moeder is zogezegd steeds op zakenreis in het buitenland, maar in werkelijkheid lijdt ze aan kanker en brengt ze steeds dagenlang door in het ziekenhuis. Wanneer ze wat later sterft, is dit een zware klap voor zowel Pim als Suzy.
Na de verhuis van Els en Dieuwke naar Cyprus en de breuk tussen Peter en Trudy loopt Suzy er wat voor spek en bonen bij. Dit betert er niet op wanneer de kleine Cédric op kostschool wordt gestuurd. Veronique maakt Suzy duidelijk dat ze overbodig is geworden en maar beter haar koffers kan nemen. Een teleurgestelde Suzy besluit dan maar naar Limburg te verhuizen, om dicht bij haar neefje Pim te zijn.